# Хосенфелд
Хосенфелд (њем. Hosenfeld) општина је у њемачкој савезној држави Хесен. Једно је од 23 општинска средишта округа Фулда. Према процјени из 2010. у општини је живјело 4.633 становника. Посједује регионалну шифру (AGS) 6631014.

## Географски и демографски подаци
Хосенфелд се налази у савезној држави Хесен у округу Фулда. Општина се налази на надморској висини од 270–496 метара. Површина општине износи 50,7 km². У самом мјесту је, према процјени из 2010. године, живјело 4.633 становника. Просјечна густина становништва износи 91 становника/km².